# マンノヘプツロース
マンノヘプツロース（Mannoheptulose）はヘキソキナーゼ阻害剤の一つ。炭素数が7個の単糖、ヘプトースである。ヘキソキナーゼの働きを妨げることによって、グルコースのリン酸化を阻む。その結果、グルコースの分解が阻害される。アボカドにはD-マンノヘプツロースが含まれている。